# Ferrière-sur-Beaulieu
Ferrière-sur-Beaulieu – miejscowość i gmina we Francji, w Regionie Centralnym, w departamencie Indre i Loara.
Według danych na rok 1990 gminę zamieszkiwało 475 osób, a gęstość zaludnienia wynosiła 24 osoby/km² (wśród 1842 gmin Regionu Centralnego Ferrière-sur-Beaulieu plasuje się na 697. miejscu pod względem liczby ludności, natomiast pod względem powierzchni na miejscu 670.).